# Krister Linnér
Krister Linnér, född 1944, är en svensk journalist och före detta chefredaktör. Linnér var chefredaktör och ansvarig utgivare på Nerikes Allehanda mellan våren 1998 och 2005, då han efterträdde Margaretha Engström. Han efterträddes av Ulf Johansson. Innan Krister Linnér blev chefredaktör var han verksam som redaktionschef på tidningen.
År 2003 råkade han i blåsväder då Nerikes Allehanda och lokaleditionen Bergslags-Posten avslöjade namnen på de personer som hade lämnat Expedition Robinson. År 2004 åtalades han för brott mot lotterilagen då tidningen tog in en annons för det utländska spelbolaget Unibet. Han friades i tingsrätten men fälldes i hovrätten.
Efter sin avgång som chefredaktör stannade Linnér kvar på tidningen i två år till sin pension. Numera är han engagerad i Örebro SK Fotboll.